# Angelreich
Angelreich – polska grupa grająca metal core powstała w Pile w 2002 roku jako kontynuacja hardcore’owej formacji Ten Seconds Down działającej w latach 2000–2002. W 2012 roku zespół zawiesił działalność.

## Aktualny skład zespołu
- Mateusz Argasiński – wokal
- Waldemar Jędruszak – gitara
- Grzegorz Kłoczko – gitara basowa
- Mateusz Janowicz – perkusja

### Byli członkowie zespołu
- Konrad Garnowski – gitara (2007–2011)
- Tomasz Czapiewski – gitara (2002–2006)
- Adam Mazalewski – gitara basowa (2002–2005)
- Bartosz Kopeć – perkusja (2002–2005)
- Klaudiusz Kreft – gitara (2005)
- Hubert Wiśniewski – wokal (2002–2003)
- Krzysztof Huszek – gitara basowa (2002)
- Tomasz Rutkowski – wokal (2002)

## Historia zespołu
Angelreich powstał w 2002 w Pile, a od 2005 roku po zmianie składu przeniósł swoją działalność do Szczecina.
Wydarzeniem, które na dobre ukształtowało charakterystyczny styl Angelreich było demo nagrane w 2003 zatytułowane „When The Lights Fade Away... Fears Crawl Out”. Krótko po jego ukazaniu się wzbudziło one spore zainteresowanie nie tylko w kraju, lecz także za granicą, czego efektem były przychylne recenzje w takich serwisach jak: poisonfree.com, czy silentstagnation.de. Recenzenci niejednokrotnie wskazywali na oryginalność połączenia dewastujących blastów, piłujących blackmetalowych gitar, z hardcorową zadziornością wyrażoną w wokalach.
Po kilkunastu udanych koncertach, w połowie 2004 roku zespół zasilił szeregi młodej niemieckiej wytwórni Fuck This Recordings, która niedługo potem wydała pierwszy oficjalny materiał – split z Torment Of Prometheus pt. „Our Minds Our Thoughts”. Pięć utworów stanowiących część Angelreich, zostało zarejestrowanych we wrześniu 2004 w warszawskim studio Serakos, a premiera płyty miała miejsce 26 lutego 2005. Wydawnictwo to zostało bardzo entuzjastycznie przyjęte przez środowisko, zwłaszcza w Niemczech, co zaowocowało licznymi propozycjami koncertowymi oraz zainteresowaniem ze strony innych wytwórni.
W październiku 2007 roku ukazał się kolejny split, na którym Angelreich towarzyszy ponownie zespół z Niemiec – Deathlike Existence. Wydawnictwo zatytułowanie „To Know We Can Die Is To Be Dead Already”, ukazało się w wersji CD nakładem Noones Innocent Records.
Na początku marca 2009 ukazała się ostatnia płyta pt. The Plague, wydana przez polski label Spook Records. Materiał został zarejestrowany w połowie 2008 roku w studio The Aesthetic w Szczecinie.
W swojej historii Angelreich zagrał blisko 200 koncertów w Polsce oraz takich krajach jak: Niemcy, Belgia, Luksemburg, Ukraina, Litwa, Łotwa, Estonia, towarzysząc m.in. zespołom takim jak Evergreen Terrace, Integrity, Fear My Thoughts, Sworn Enemy, Maroon, Cataract, Born from Pain, Deadlock, A Traitor Like Judas czy Sunrise.

## Dyskografia
- When The Lights Fade Away... Fears Crawl Out (2003)
- Our Minds Our Thoughts – split z Torment Of Prometheus (2005)
- To Know We Can Die Is To Be Dead Already – split z Deathlike Existence (2007)
- The Plague (2009)